# استاروموگیلیوفسکی
استاروموگیلیوفسکی (به لاتین: Staromogilyovsky) یک منطقهٔ مسکونی در روسیه است که در آدیغیه واقع شده‌است.